# Zeugma-Mosaik-Museum

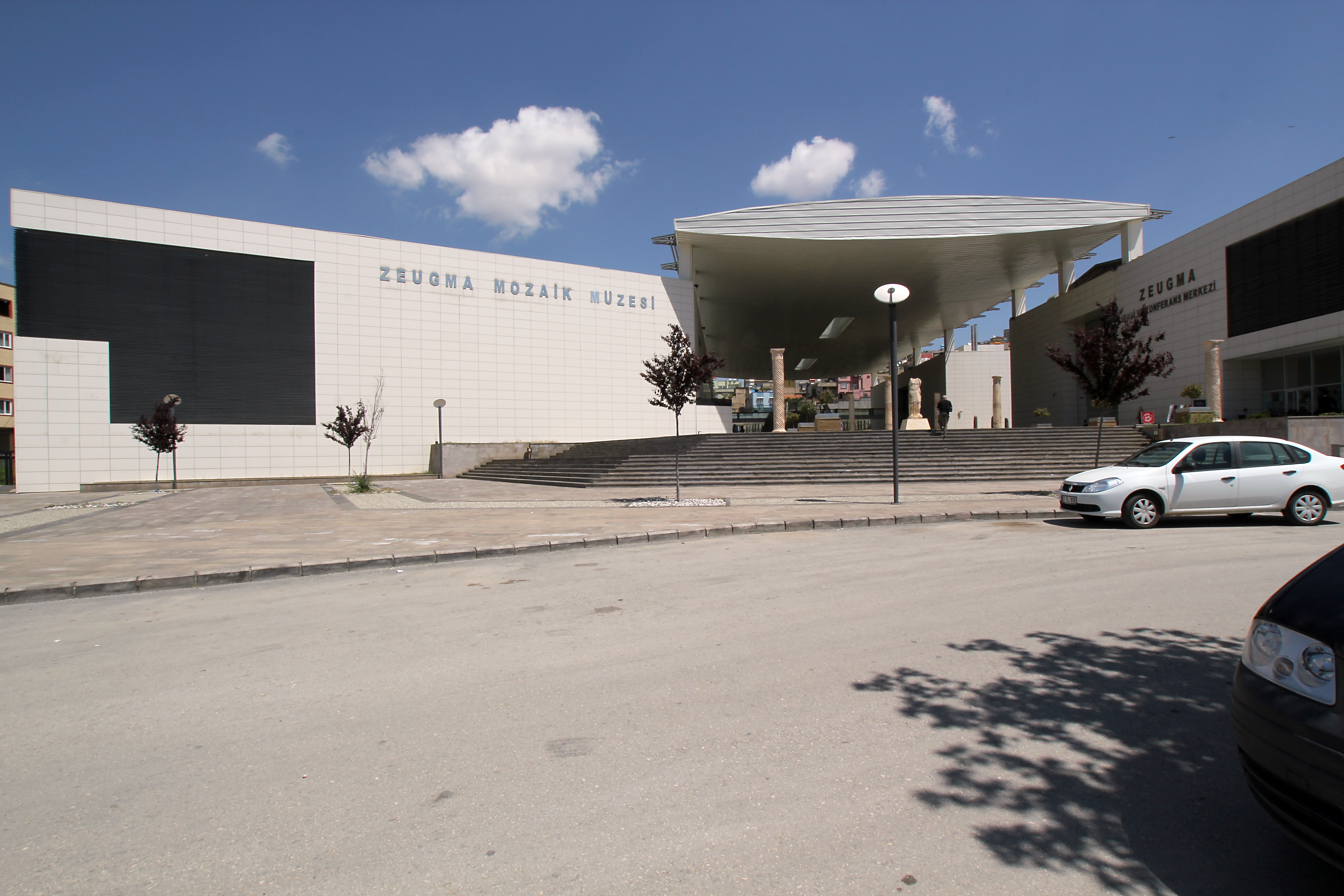
Zeugma-Mosaik-Museum

Im Zeugma-Mosaik-Museum (türkisch Zeugma Mozaik Müzesi) in der türkischen Provinzhauptstadt Gaziantep sind archäologische Funde, hauptsächlich Mosaike, aus der Stadt Zeugma gesammelt, die beim Bau des Birecik-Staudammes im Zuge des Südostanatolien-Projekts größtenteils von dem Stausee überflutet wurde. Das Museum ist die weltweit größte Sammlung römischer Mosaiken. 
Das Museum liegt im Stadtzentrum von Gaziantep an der Durchgangsstraße E-90, dem Sani Konukoğlu Bulvarı.

## Entstehung
Im Zuge der 1980 begonnenen Planung des Südostanatolien-Projekts, das den Südosten der Türkei mit Wasser und Energie versorgen soll, wurde auch der Bau des Birecik-Staudamms beschlossen, der 1996 begann. Nach langwierigen, vielfach vergeblichen Bemühungen von verschiedenen Seiten, Maßnahmen zur Rettung der wertvollen Altertümer von Zeugma in die Wege zu leiten, begannen schließlich 1995 Rettungsgrabungen unter Mitarbeit des Archäologischen Museums von Gaziantep und verschiedener internationaler Organisationen. Es wurden zahlreiche Artefakte ergraben, darunter eine große Zahl bemerkenswerter, gut erhaltener Mosaiken sowie Wandmalereien. Sie wurden zunächst im Museum von Gaziantep gesammelt, das sich jedoch bald als zu klein erwies. 2005 wurde ein Erweiterungsbau neben dem alten Museum eröffnet, der aber schon bald der Fülle des gefundenen Materials auch nicht mehr gewachsen war. Darauf wurde 2008 der Bau eines eigenen Museums für die Relikte von Zeugma begonnen, das am 27. Mai 2011 für Besucher geöffnet wurde. Die offizielle Einweihung durch Ministerpräsident Recep Tayyip Erdoğan und Kulturminister Ertuğrul Günay fand am 9. September 2011 statt.

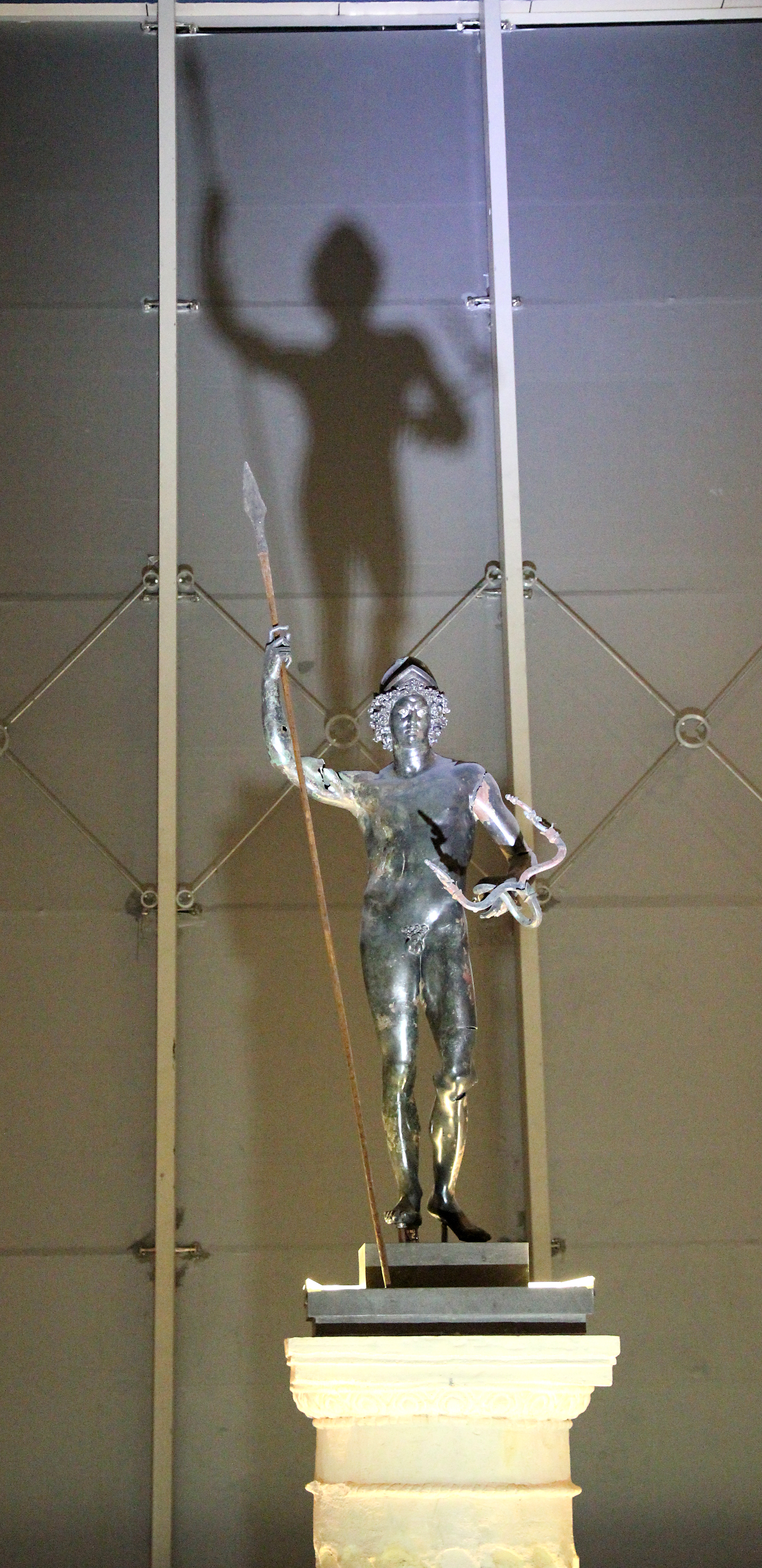
Statue des Mars

## Ausstellung

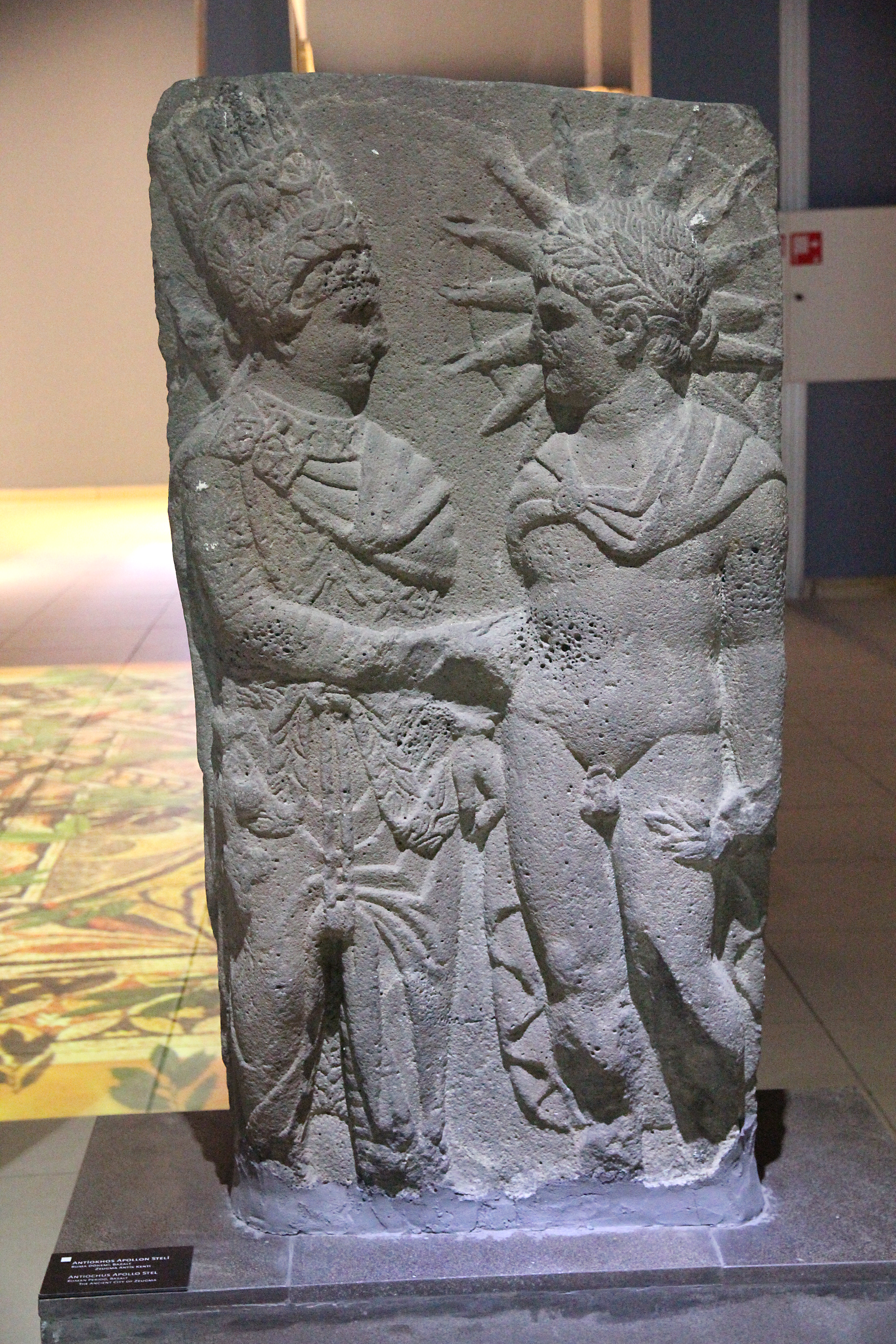
Stele von Sofraz mit Antiochos und Apollon

Die Gesamtfläche des Museumsbaus beträgt 30.000 m², die Ausstellung nimmt in drei Stockwerken etwa ein Drittel davon ein.
Das Museum beherbergte zum Zeitpunkt der Eröffnung Mosaike mit einer Gesamtfläche von 1450 m² sowie weitere 1000 m², die sich noch in Restaurierung befinden. Damit hat das Museum das bisher größte Mosaikmuseum in Tunis überflügelt und besitzt die weltweit größte Mosaiksammlung. Dazu kommen 140 m² an Fresken, Statuen, vier römische Brunnen, Säulen, Stelen und Sarkophage sowie eine bronzene Statue des Kriegsgottes Mars. Letztere ist 1,45 m hoch und auf einer sechs Meter hohen Säule so aufgestellt, dass sie von nahezu jedem Punkt des Gebäudes aus sichtbar ist. Sie wurde im Haus des Poseidon gefunden und hat geringfügige Brandspuren. Man nimmt an, dass sie dort zum Schutz vor dem Angriff der Sassaniden im Jahr 252 n. Chr. versteckt wurde. Unter den Stelen sind zwei Dexiosisreliefs zu erwähnen, die nahe dem Eingang aufgestellt sind. Sie zeigen den kommagenischen König Antiochos I. beim Händedruck mit Apollon/Mithras und Herakles. Die Mosaike und Wandmalereien werden teilweise im originalen Zusammenhang mit Säulen, Brunnen und anderen Architekturteilen präsentiert.
Zur Ausstellung gehören außerdem große interaktive Bildschirme, die Informationen über die Geschichte und die Erforschung der Stadt Zeugma sowie über die Grabungen und Rettungsmaßnahmen vermitteln. In einem Nebenraum wird ein Film gezeigt, in den drei Etagen verteilt finden sich verschiedene Tafeln und Tische mit großen Touchscreens und bewegungsempfindliche Laserprojektionen, mit denen Kinder und Erwachsene, beispielsweise in Form von Puzzles, spielerisch mehr über Aufbau und Eigenarten der Mosaike lernen können.

## Mosaike
Im Folgenden werden beispielhaft einige herausragende Mosaike beschrieben.

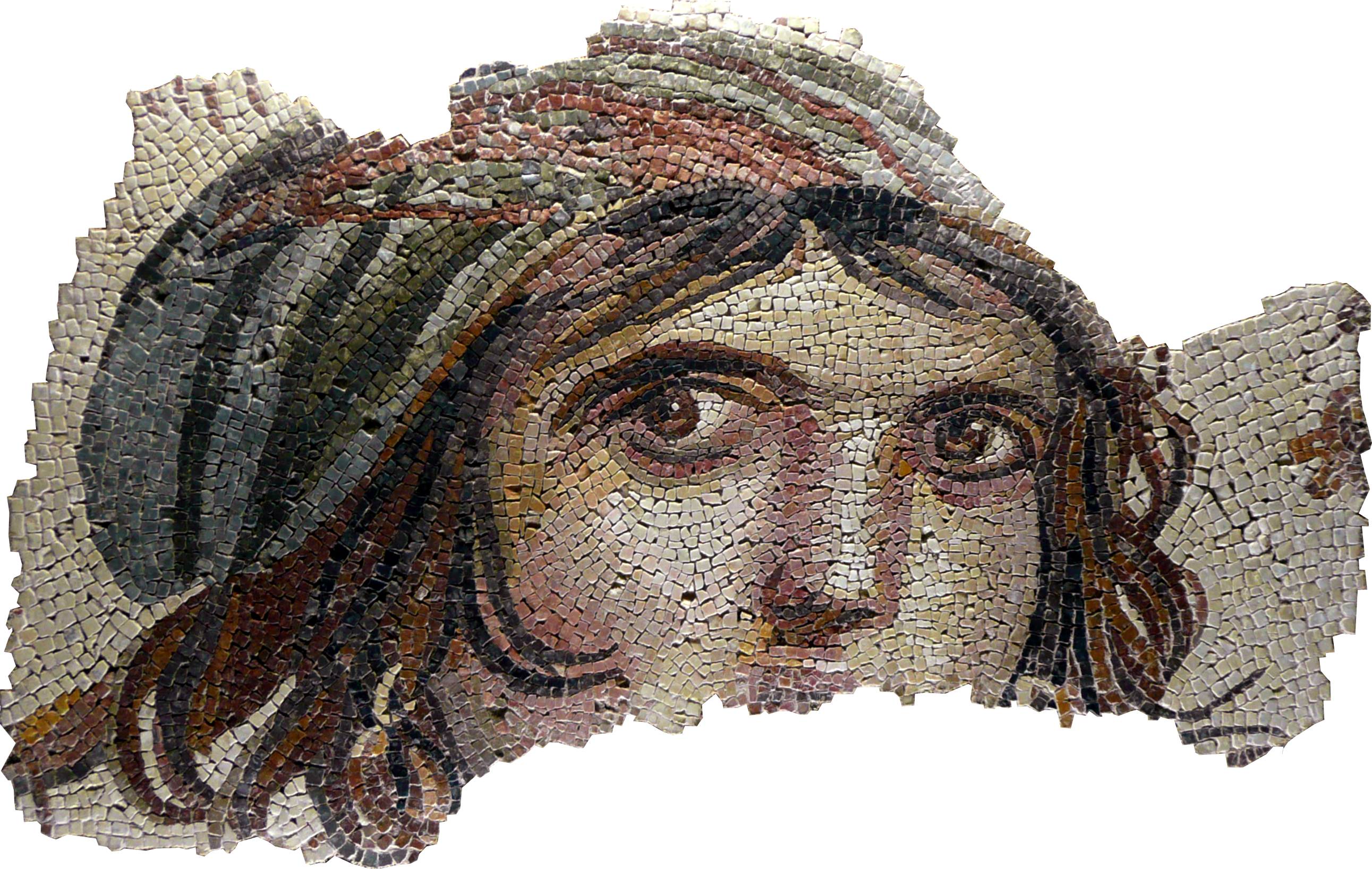
Mädchenbild

### Bild eines Mädchens

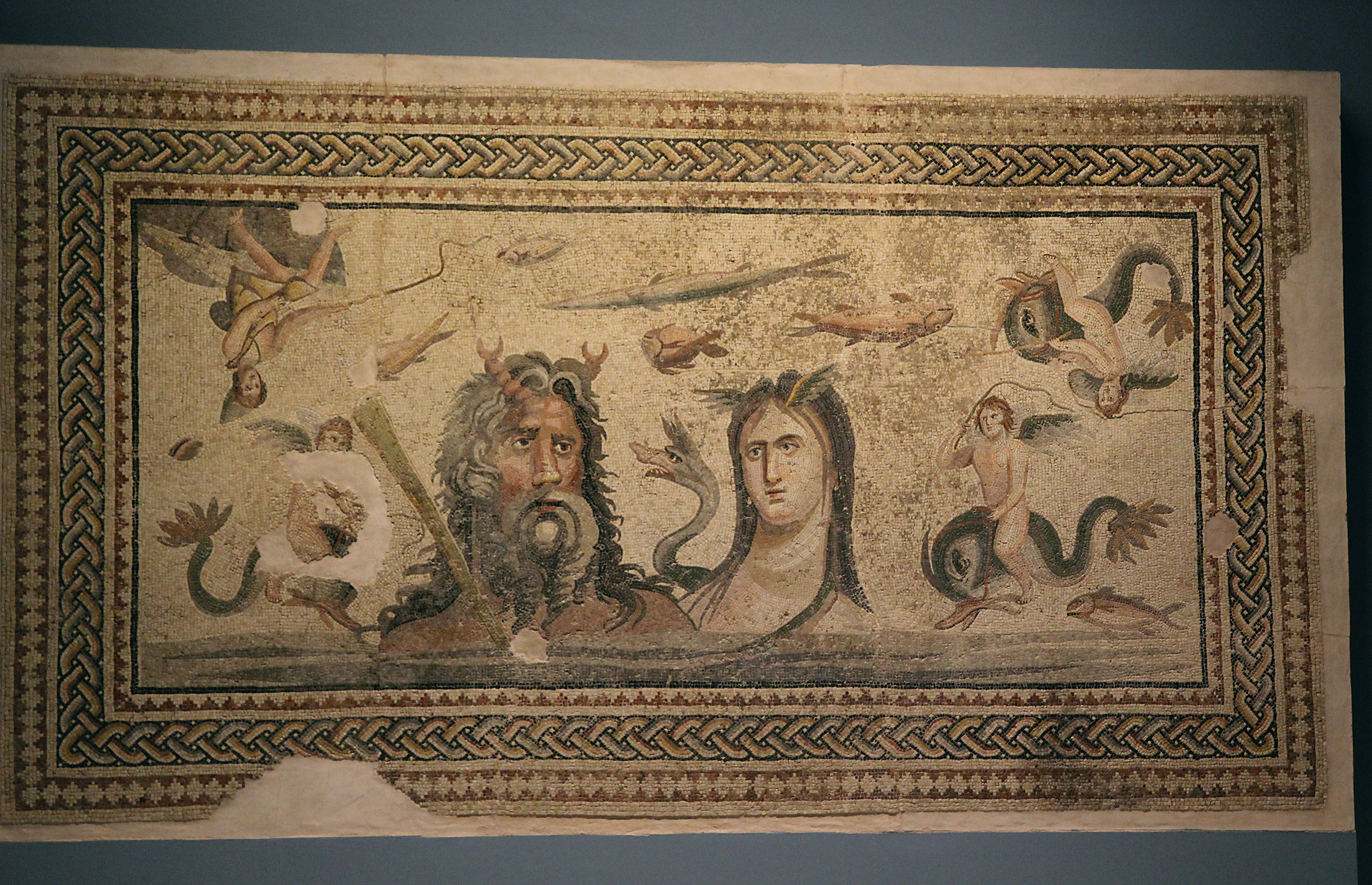
Okeanos und Tethys

Das bekannteste Mosaik der Sammlung ist die sogenannte „Zigeunerin“. Es ist das Emblem des Hauses und auf Plakaten und in der Stadt Gaziantep als Werbung für das Museum abgebildet. Das Fragment zeigt ein junges Mädchen, dessen Haar unter einer Mütze gehalten wird. Ein Teil der Haare erscheint über der Stirn, unter der Mütze, lange Locken hängen frei an den Seiten herab. Die rechts zu sehenden Reste einer Blüte oder eines Bandes gehörten möglicherweise zu einem Thyrsos, den sie oder eine danebenstehende Person hält. Es wird als Hinweis auf eine vermutete Dionysos-Szene interpretiert, wobei das Mädchen eine Mänade darstellte. Links über dem Kopf sind Spuren von Weinblättern zu erkennen, was diese Interpretation bestätigt. Das Mosaik wird ins 2. Jahrhundert n. Chr. datiert. Es ist im Obergeschoss in einem separaten, abgedunkelten Raum ausgestellt.

### Okeanos und Tethys
Das Mosaik zeigt den Meeresgott Okeanos mit seiner Gemahlin Tethys, umgeben von Meeresbewohnern und vier auf Delfinen reitenden Erosfiguren. Der Gott ist mit zwei Krebsscheren als Hörnern dargestellt, in der Hand ein Ruder. Tethys hat zwei Flügel an der Stirn. Das Mosaik wurde auf dem Grund eines Badebeckens gefunden. Die Betrachtungsweise von oben ist der Grund, weshalb zwei der Erosdarstellungen auf dem Kopf stehen. Derartige Abbildungen des Okeanos mit Meeresgetier waren beliebte Motive für Mosaike oder Malereien in Baderäumen. 

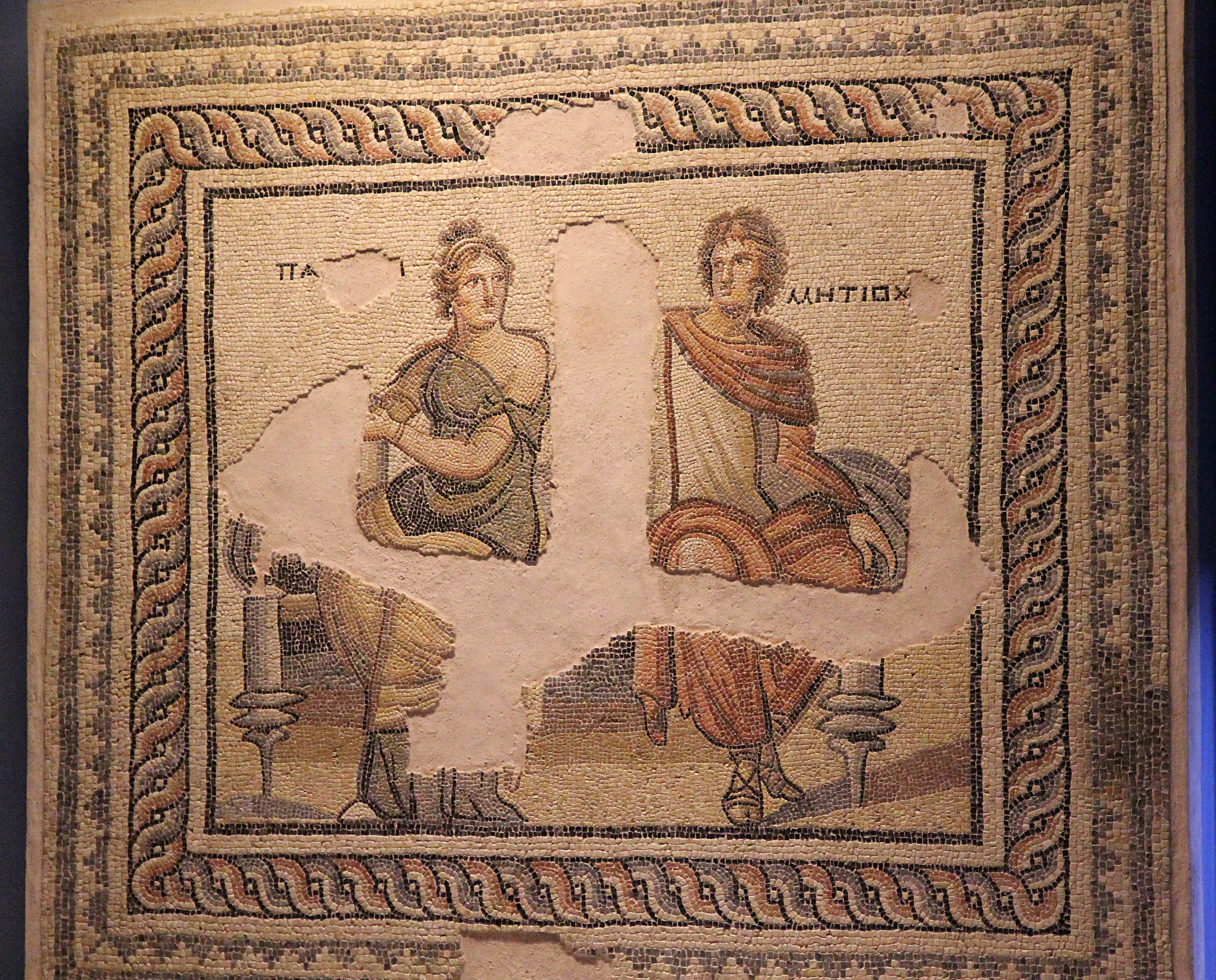
Metiochos und Parthenope

### Metiochos und Parthenope

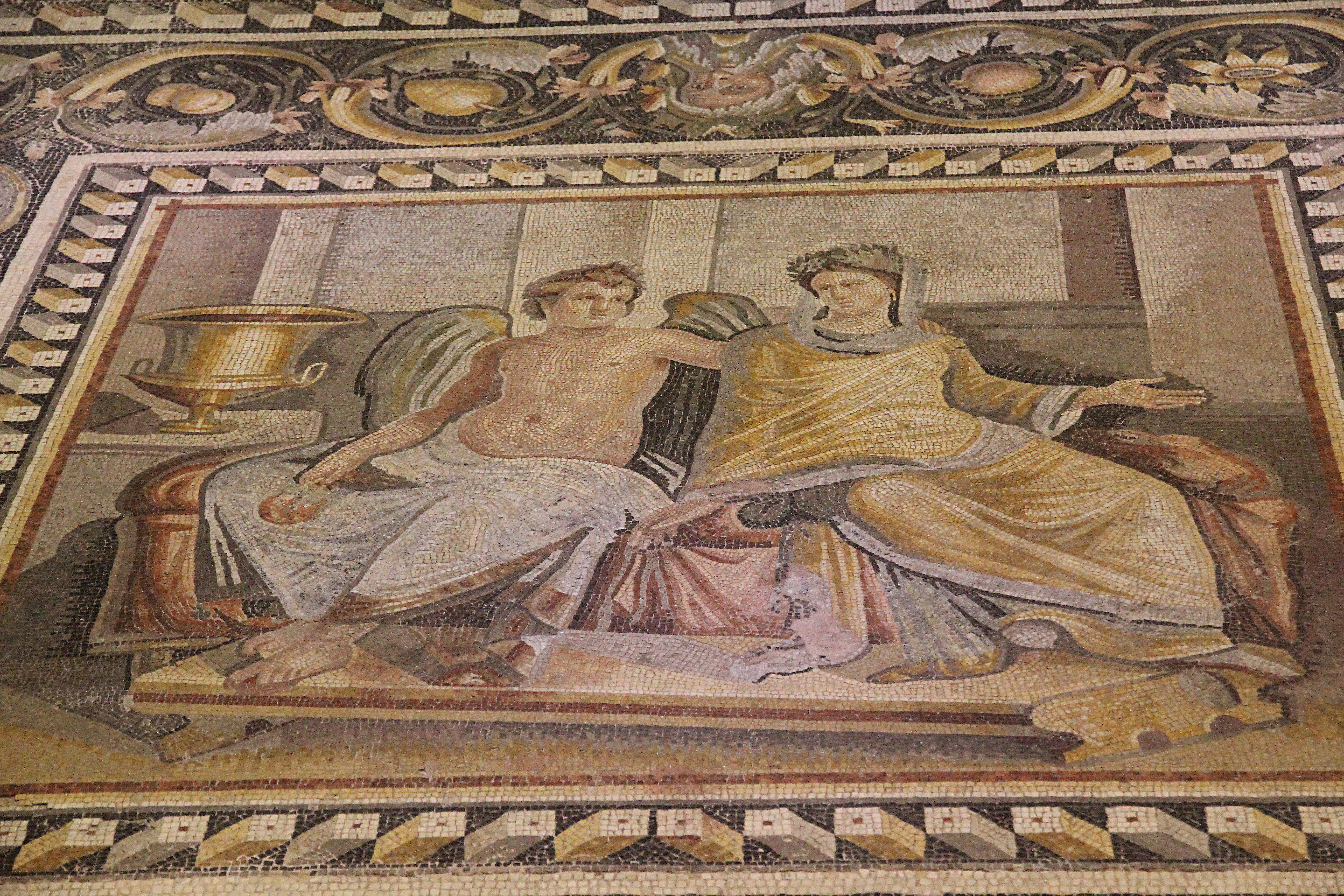
Eros und Psyche

Den Rahmen des Bildes bildet eine Reihe von stufigen Pyramiden, darin ein Guilloche-Band und ein breites weißes sowie ein schmales schwarzes, gerades Band. Dargestellt sind Parthenope und Metiochos, die anhand von Beschriftungen identifiziert werden konnten. Metiochos und Parthenope sind die Hauptfiguren des sogenannten Parthenope-Romans, eines in Fragmenten überlieferten antiken Romans. Parthenope war vermutlich eine Tochter des Tyrannen Polykrates von Samos, das Mosaik beschreibt das Zusammentreffen der beiden. Nach der Erzählung haben sie sich bereits kennengelernt und ineinander verliebt. Sie sitzen auf den Polstern einer sofaartigen Liege, deren Beine von scheibenartigen Formen durchbrochen sind. Die Körper der Figuren sind leicht voneinander abgewandt, während sich die Köpfe zum jeweils anderen richten. Sie trägt eine trägerlose Tunika, die die linke Schulter freilässt, auf den Knien einen herabgefallenen Umhang. Arme und Handgelenke sind mit Reifen geschmückt, auf dem Kopf ist ein Diadem und in dem sichtbaren rechten Ohr ein Perlenring zu sehen. Metiochos trägt eine Tunika mit zwei senkrechten Streifen, sein über den Schultern hängender Umhang ist auf seinem Schoß gefaltet. Das aus dem 3. Jahrhundert stammende Mosaik war bereits bei der Auffindung 1993 stark zerstört und geplündert, einige fehlende Teile konnten in der Menil Collection in Houston (Texas) identifiziert werden und wurden nach Gaziantep zurückgeführt.

### Eros und Psyche
Das Mosaik ist umrahmt von zwei Reihen perspektivisch dargestellter, zur Seitenmitte geneigter Quader. Zwischen den beiden Reihen ist ein breiter Streifen ausgefüllt mit einem doppelten Akanthusband. Die beiden Bänder entspringen jeweils in der Mitte der Ober- und Unterseite bei einem bärtigen Männergesicht und treffen in der Mitte der rechten und linken Seite in großen Akanthusblättern aufeinander. Die Windungen der Pflanze sind mit Früchten ausgefüllt, darunter Trauben, Äpfel, Birnen, Pflaumen, Granatäpfel und Feigen, dazwischen sind kleine Blüten und Ranken zu sehen. 
Die Figuren von Eros und Psyche sitzen auf einer gepolsterten Liege mit den Füßen auf einer breiten Fußbank. Eros ist barfuß, die Füße Psyches sind von ihrem Umhang bedeckt. Sie sitzen ebenfalls mit leicht voneinander abgewandten Körpern, während die Köpfe sich zueinander wenden. Eros ist als schöner Jüngling mit nacktem Oberkörper dargestellt, auf seinem Kopf ein Blätterkranz. Seine Flügel sind vielfarbig schattiert. Sein linker Arm ist um die Schulter seiner Gefährtin gelegt, in der rechten Hand hält er auf dem Schoß einen Blumenstrauß. Psyche ist in eine Tunika mit Ärmeln gekleidet, ihr Umhang ist aus durchscheinendem Stoff. Am Kopf ist sie mit einem Blätterkranz und einem Schleier geschmückt. Links im Hintergrund der Szene steht ein glänzender, metallener Krater. Das Werk wurde im Haus des Poseidon gefunden und datiert ins 2. bis Mitte des 3. Jahrhunderts.

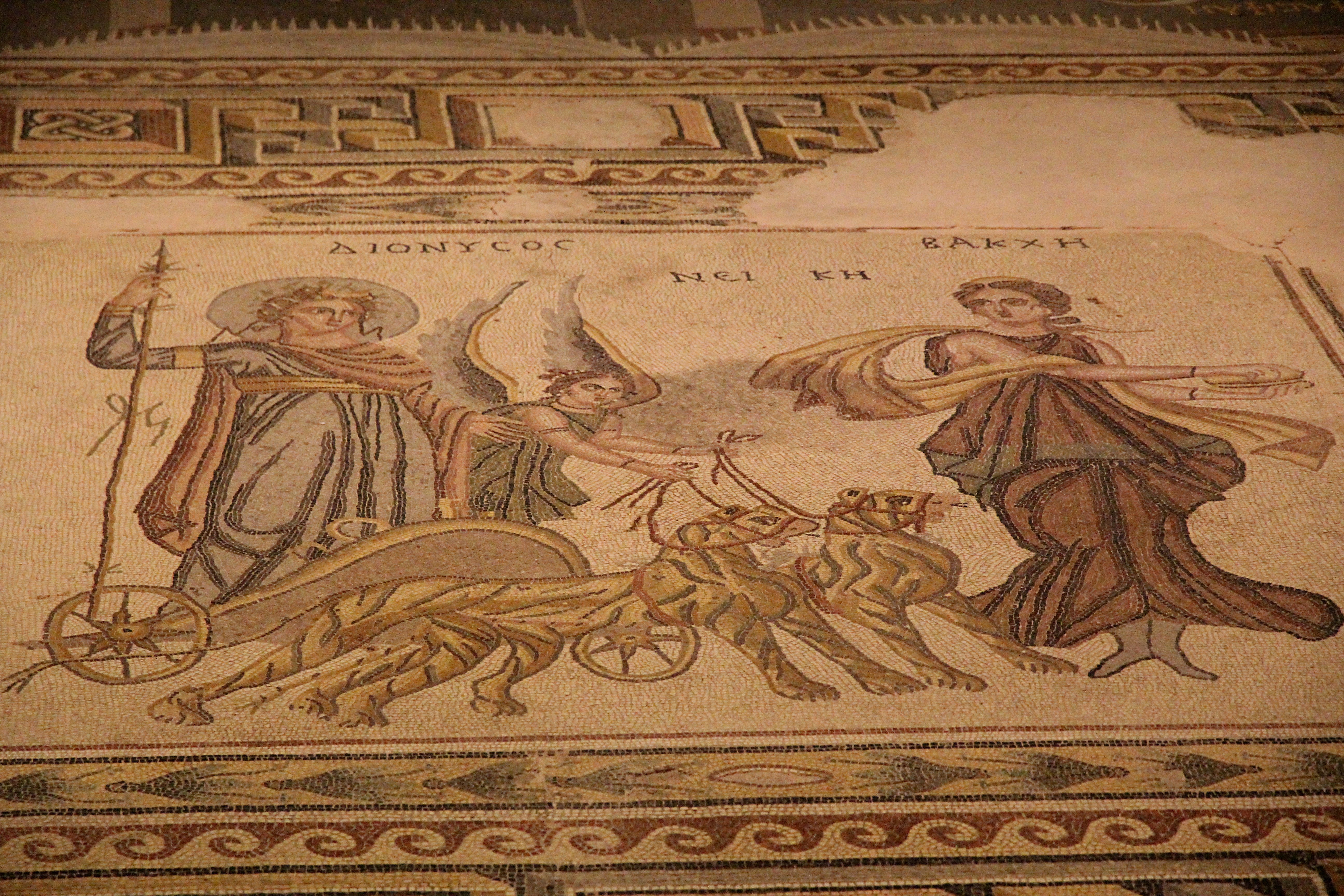
Triumph des Dionysos

### Triumph des Dionysos
Die aus dem 2. Jahrhundert stammende Abbildung bildete zusammen mit der von Pasiphae und Daidalos ein T-förmiges Fußbodenmosaik im Haus des Poseidon. Die äußere Umrandung, die oben gleichzeitig die Abgrenzung zum zweiten Mosaik bildet, besteht aus einem perspektivisch dargestellten Mäanderband, das abwechselnd Swastiken und Rechtecke zeigt, die einen Salomonsknoten (zwei ineinander verschränkte Ovale) enthalten. Das Band ist beidseitig umgeben von einem rot-weißen Wellenmuster, als innerer Rahmen fungiert ein Band mit Lorbeerblättern. 
Die Personen, die durch ihre Beischriften identifiziert werden können, sind Dionysos, Nike und eine Bakche (Mänade). Dionysos steht auf einem von zwei Panthern gezogenen Streitwagen mit achtspeichigen Rädern. Um seinen bekränzten Kopf scheint ein Nimbus. In der rechten Hand hält er einen Thyrsos mit Speerspitze, der an drei Stellen mit Bändern und Blättern geschmückt ist. Er ist im für einen dionysischen Triumph typischen Stil gekleidet, trägt eine lange Tunika mit goldenen Bändern um Taille, Oberarm und Handgelenk. Über der linken Schulter hängt ein Umhang, der um den linken Arm und auf dem Rücken herabfällt. Neben ihm im Wagen steht Nike, die die Zügel der Panther hält. Rechts ist eine tanzende Bakche mit Zimbeln zu sehen, die eine lange Tunika und einen Schal trägt. Die Kleidungsstücke betonen ihre drehende Tanzbewegung. 

## Ausstellungsansichten

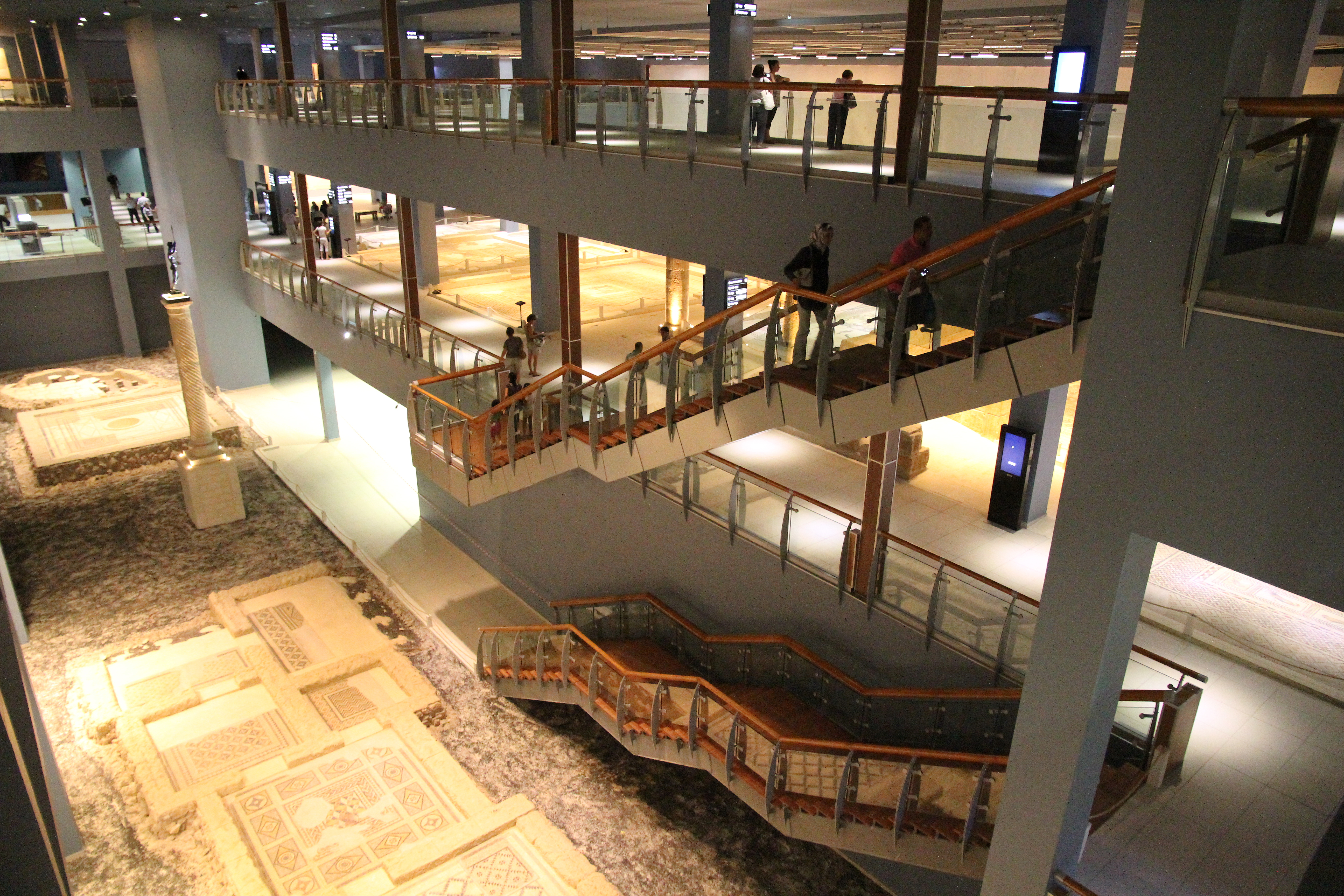
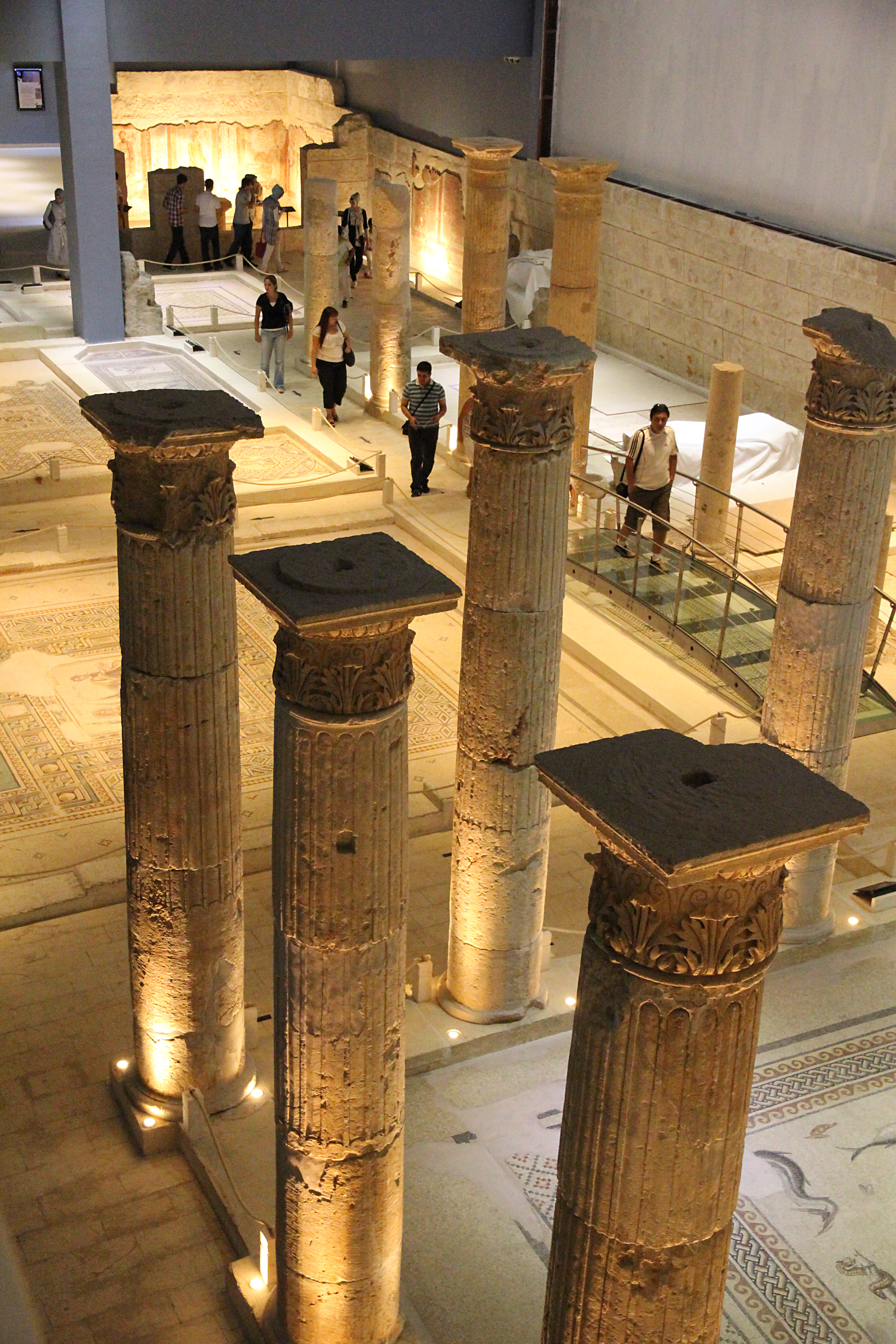
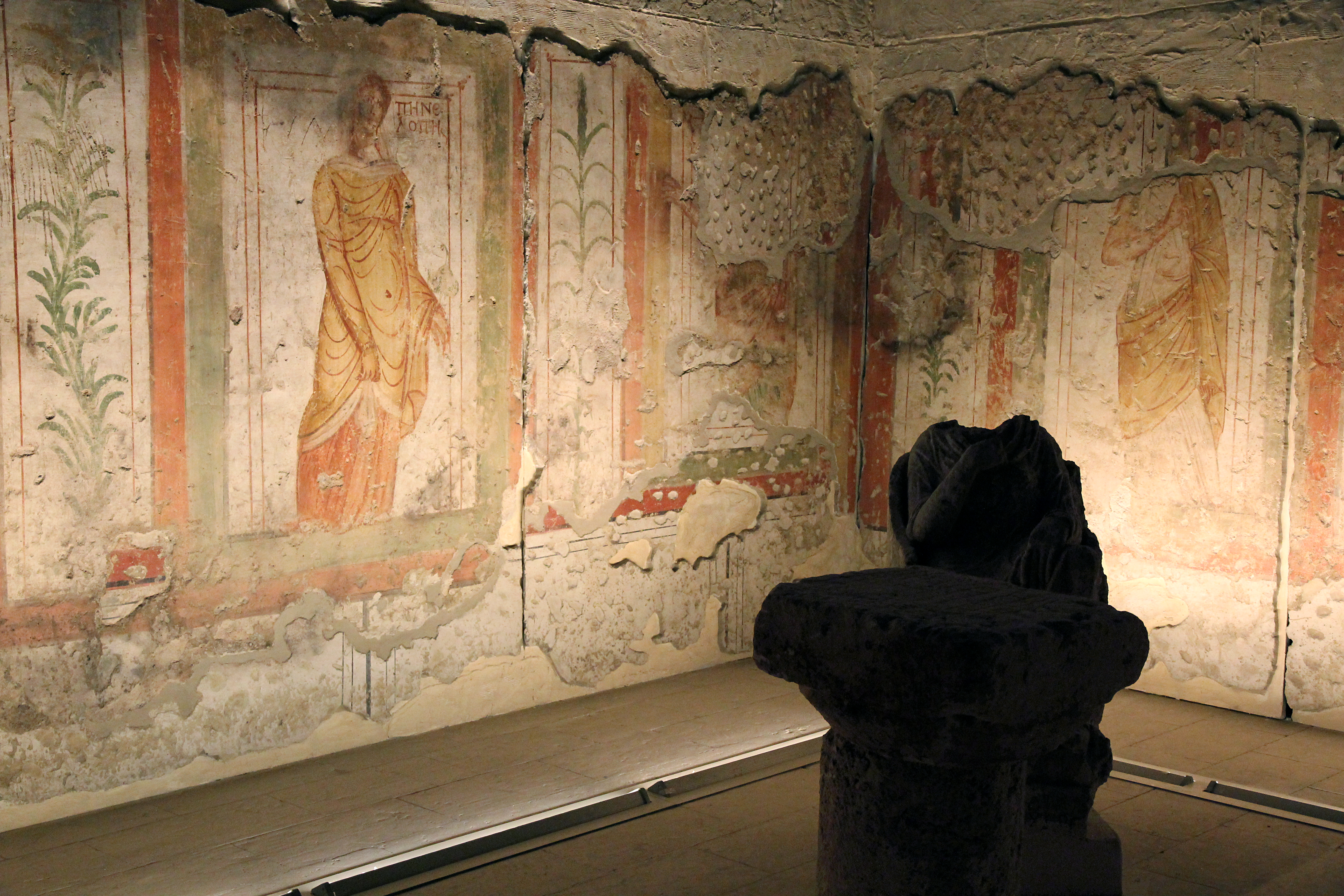
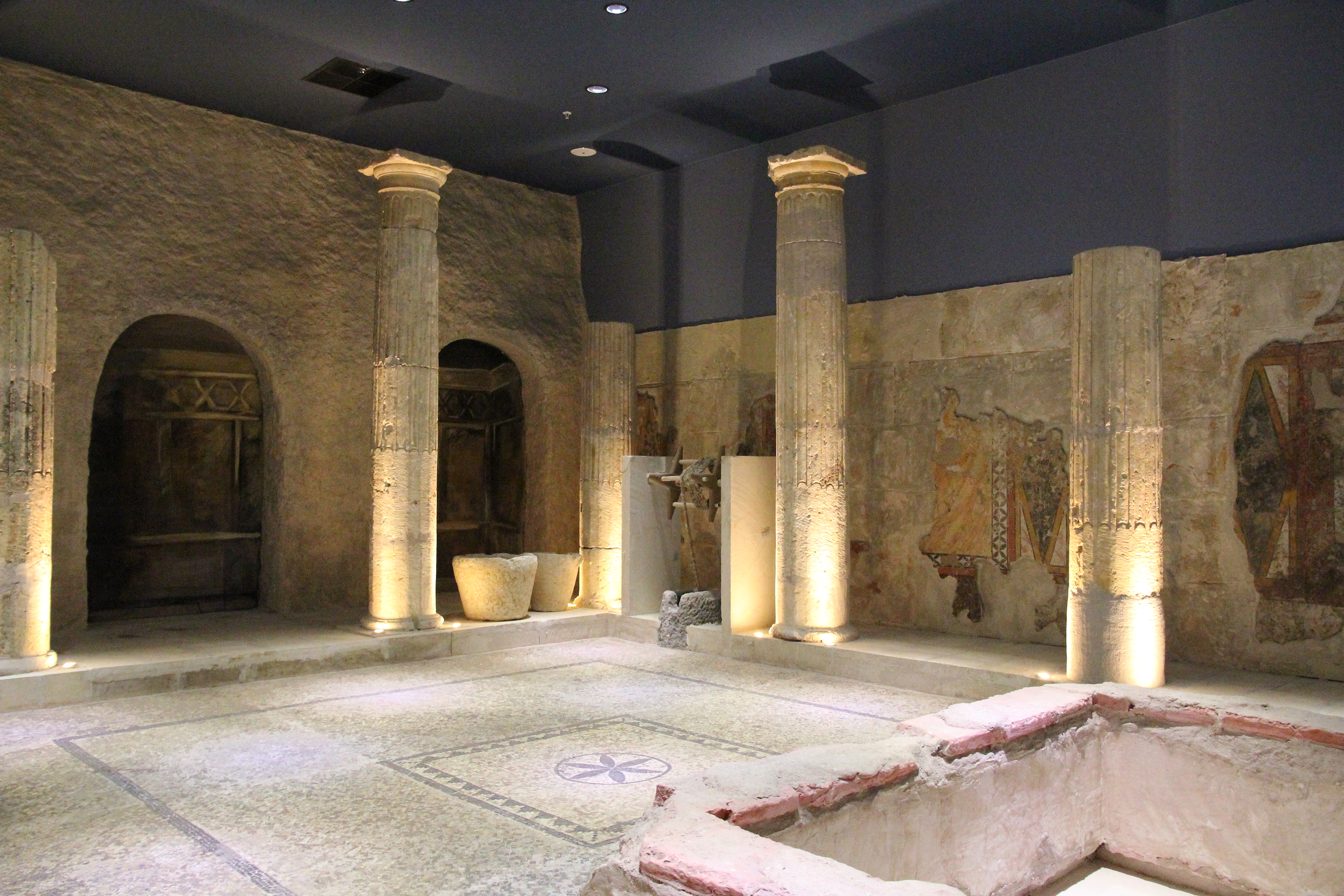
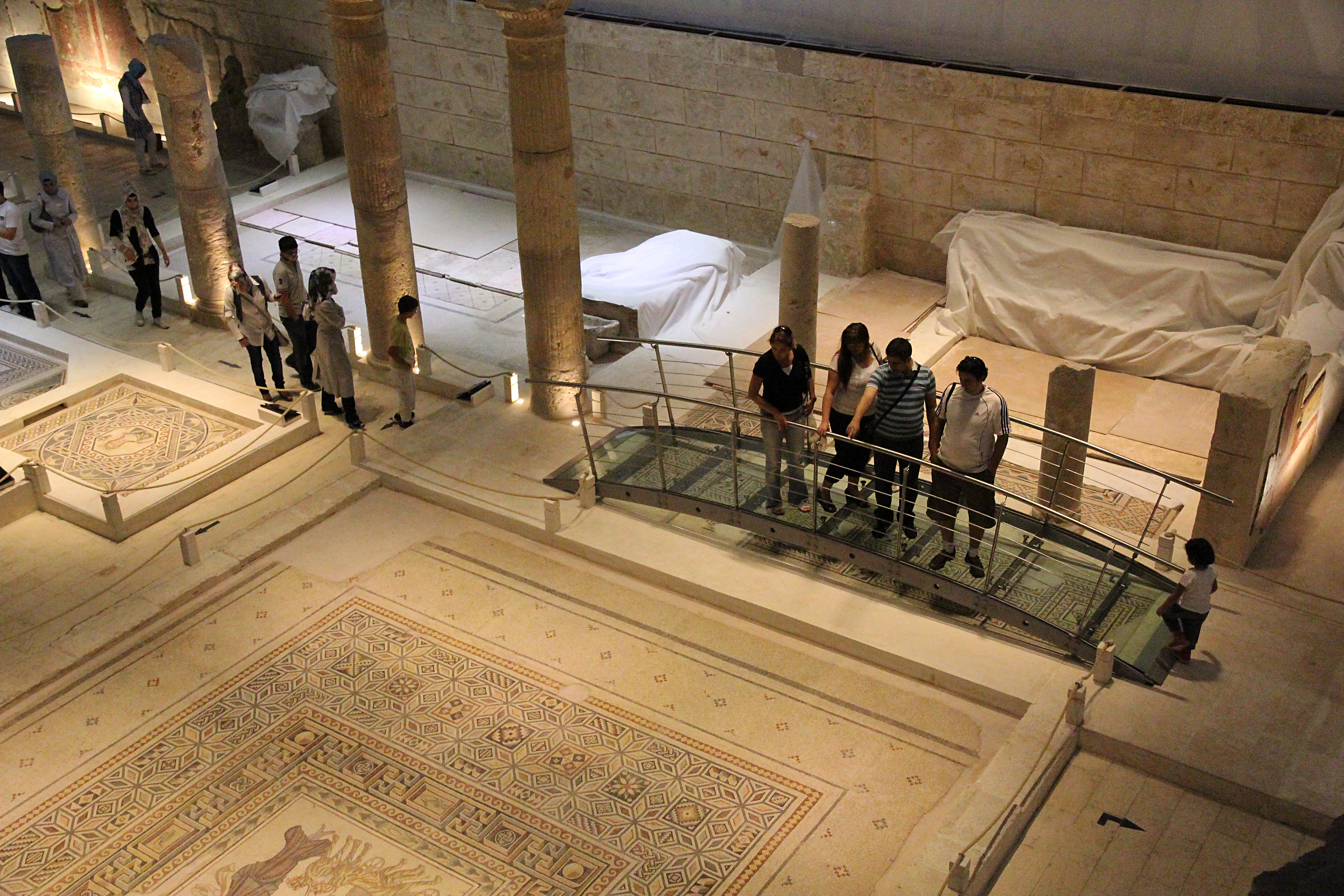

## Weitere Einrichtungen
Der linke, westliche Gebäudetrakt des U-förmigen Komplexes wird vom Ausstellungsraum beansprucht, in dem mittleren und dem östlichen Trakt sind Werkstätten, darunter durch Glaswände einsehbare Restaurierungsräume, Verwaltungsräume, ein Café, ein Museumsshop und ein Kongresszentrum untergebracht. Im überdachten Mittelhof stehen Säulen und eine Statue.